# Trees and Jamaica Daddy
Trees and Jamaica Daddy ist ein US-amerikanischer animierter Kurzfilm von Lew Keller aus dem Jahr 1958.

## Handlung
Trees: Das Mädchen Hattie sät Samen aus und wenig später sind aus ihnen große Bäume gewachsen. Ein Aufziehvogel lockt erst zwei Würmer an und später eine Katze. Die Katze fällt bei ihrer Jagd in den Bollerwagen, den das Mädchen unter den Baum gestellt hat, und rast mit ihm bergab. Am Ende landet die Katze samt Wagen in dem frisch umgegrabenen Beet eines Mannes, der wenig erfreut darüber ist.
Jamaica Daddy: Hamilton Ham und seine Band spielen einen Calypso und berichten dabei über Jamaica Daddy und seinen weitläufigen Stammbaum.

## Produktion
Trees and Jamaica Daddy besteht aus den zwei in sich geschlossenen Segmenten Trees und Jamaica Daddy. Beide Segmente tragen den Titel des Liedes, das während des Films gespielt wird und die Handlung bestimmt. Der Film erschien am 30. Januar 1958 als erster Teil der Ham and Hattie Theatrical Cartoon Series. Ham und Hattie treten dabei jedoch nicht zusammen in Erscheinung.

## Auszeichnungen
Trees and Jamaica Daddy wurde 1958 für einen Oscar in der Kategorie „Bester animierter Kurzfilm“ nominiert, konnte sich jedoch nicht gegen Birds Anonymous durchsetzen. Es war die letzte Oscarnominierung für einen UPA-Cartoon.